# ザーヒル・ジャクマク
ザーヒル・ジャクマク（アラビア語：الظاهر سيف الدين جقمق　転写：az-Ẓāhir Saif ad-Dīn Jaqmaq、1378年 - 1453年）は、エジプトを支配したブルジー・マムルーク朝の第10代・第12代スルタン（在位：1438年 - 1448年、1448年 - 1453年）。

## 生涯
ブルジー・マムルーク朝の初代スルタンであったザーヒル・バルクークに仕えたマムルークで、バルクークの死後も歴代スルタンに仕えた。1438年にアシュラフ・バルスバーイが死去すると、バルスバーイの息子であるアズィーズ・ユースフを抑えて、自らスルタンとして即位した。
マムルーク朝はバルスバーイの治世で再度の全盛期を迎えていたが、その治世における統制が厳しすぎたこともあって、バルスバーイの死後に地方で反乱が起こった。ジャクマクはこれらの反乱を鎮圧すると、地方や配下のマムルークらに大幅に特権を授与したり、官職売買を行なうなどしたことから賄賂が横行して統制が弛緩した。一方でバルスバーイ時代に敵対したティムール朝と和睦し、ロドス島占領を目指して遠征を行なうなどしたが失敗。晩年にはギザで黒人奴隷が反乱を起こし、1448年には先代の息子・アズィーズ・ユースフに一時的に廃されるなどして王朝が混乱する中、1453年に負の遺産を遺して死去した。76歳であった。
後継者には息子のマンスール・ウスマーンを指名していたが、配下のマムルークが反発してアシュラフ・イーナールを擁立し、世襲はならなかった。